# Inferuncus stoltzei
Inferuncus stoltzei là một loài bướm đêm thuộc họ Pterophoridae. Nó được tìm thấy ở Tanzania.